# Pilier dharani

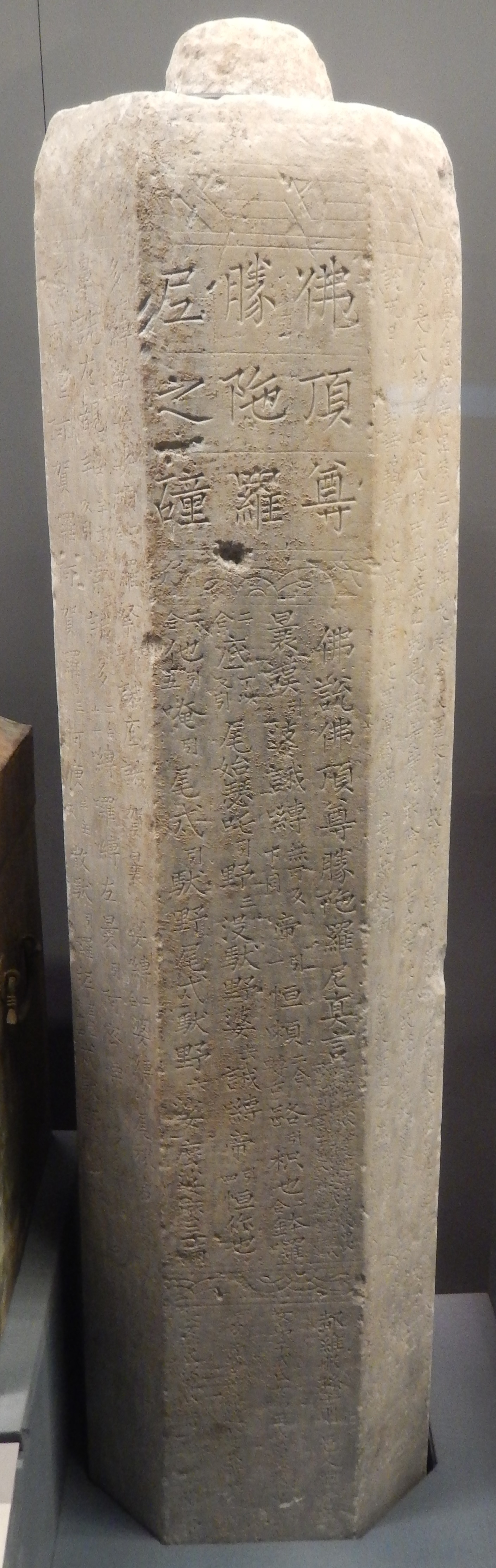
Pilier dharani octogonal, sur lequel est gravée la Dharani du Victorieux Bouddha Couronné (ou Bouddha-Couronne). Période Ming (1368-1644). Temple Biyun, Pékin.

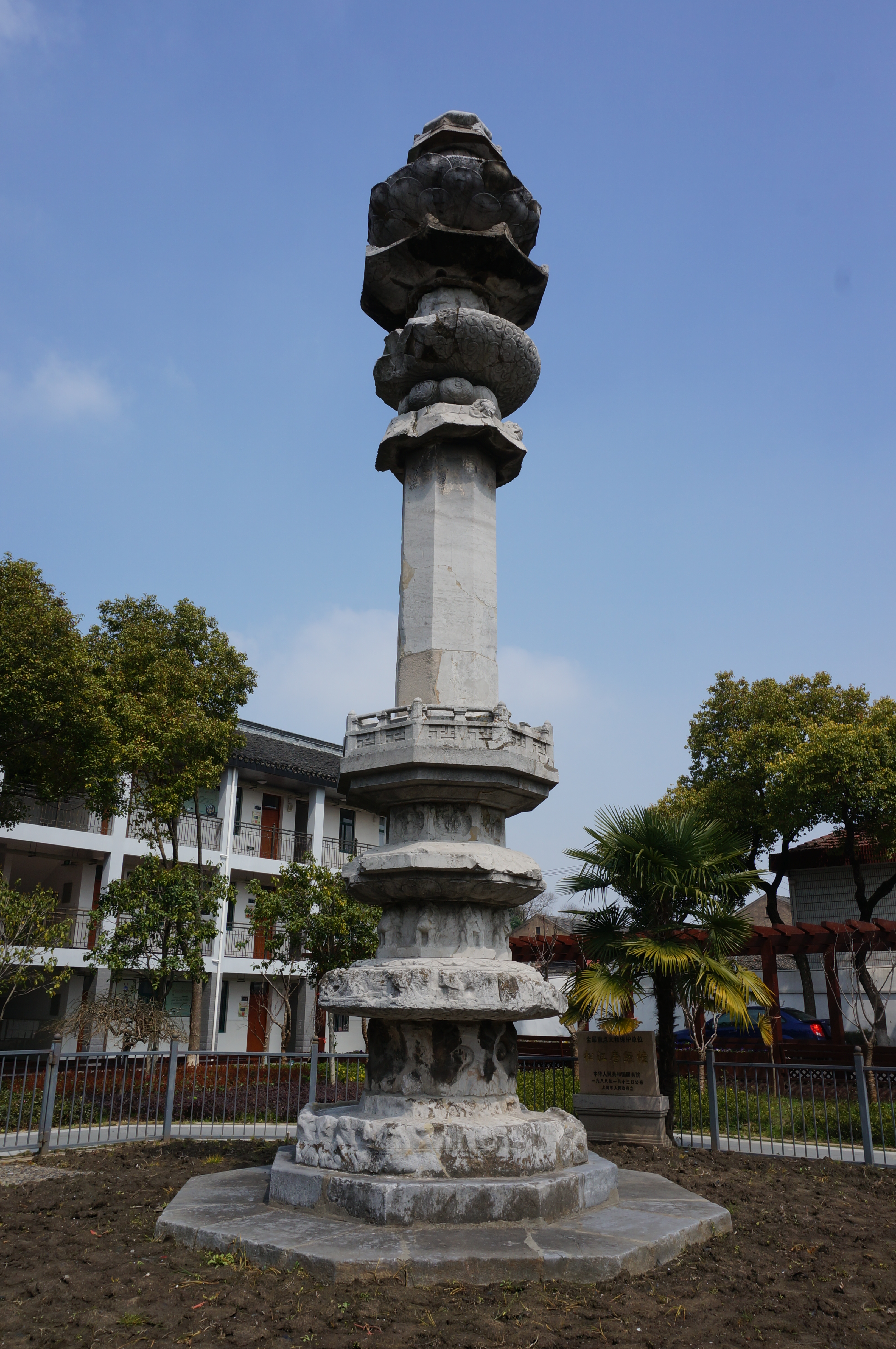
Exemple de pilier dharani à étages évoquant une pagode. District de Songjiang,Shanghai. Période:Dynastie Tang (618-907).

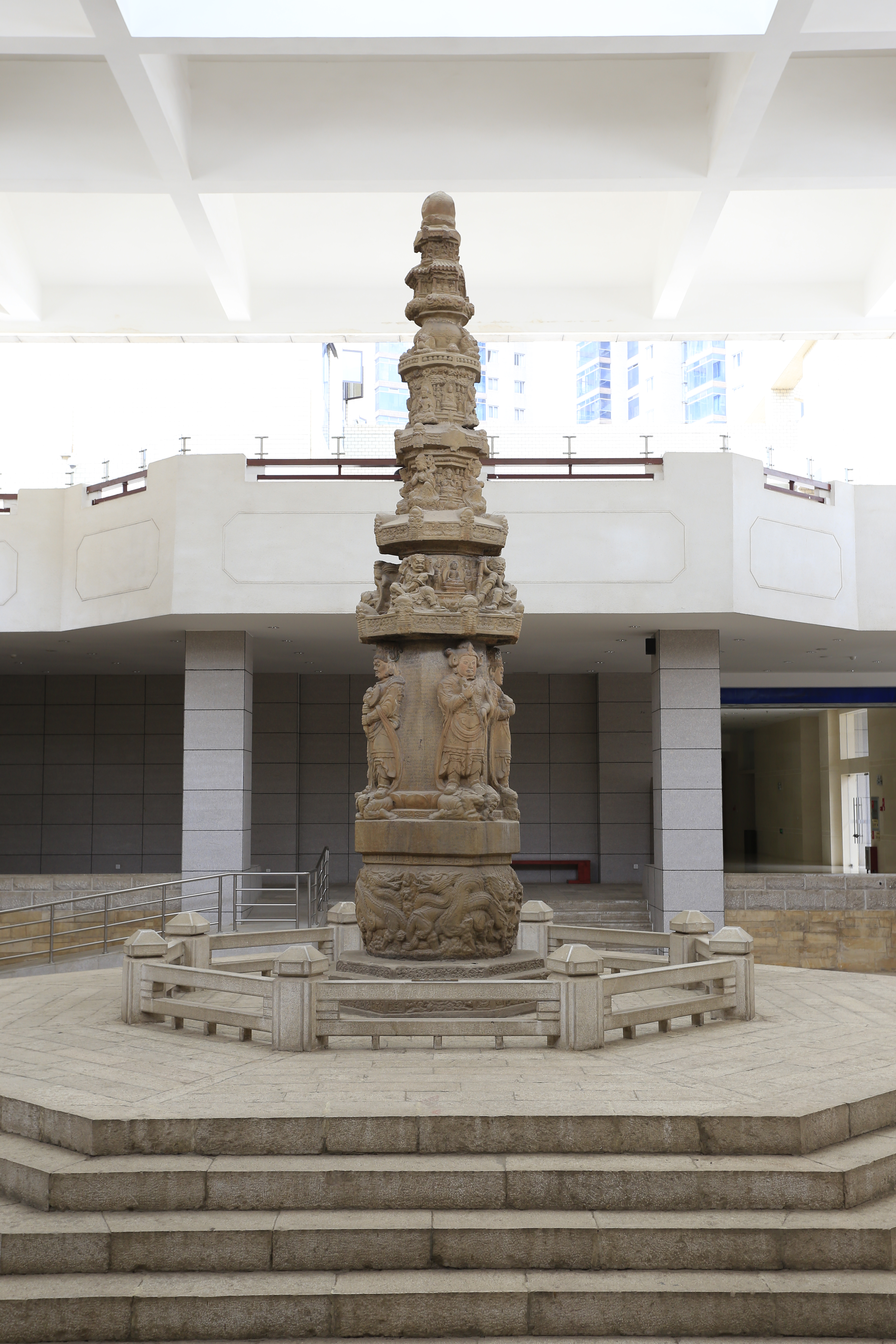
Exemple de pilier finement sculpté découvert à Jingchuan. Hauteur: 8 m. Conservé au musée de Kunming. Période : Royaume de Dali (937-1253).

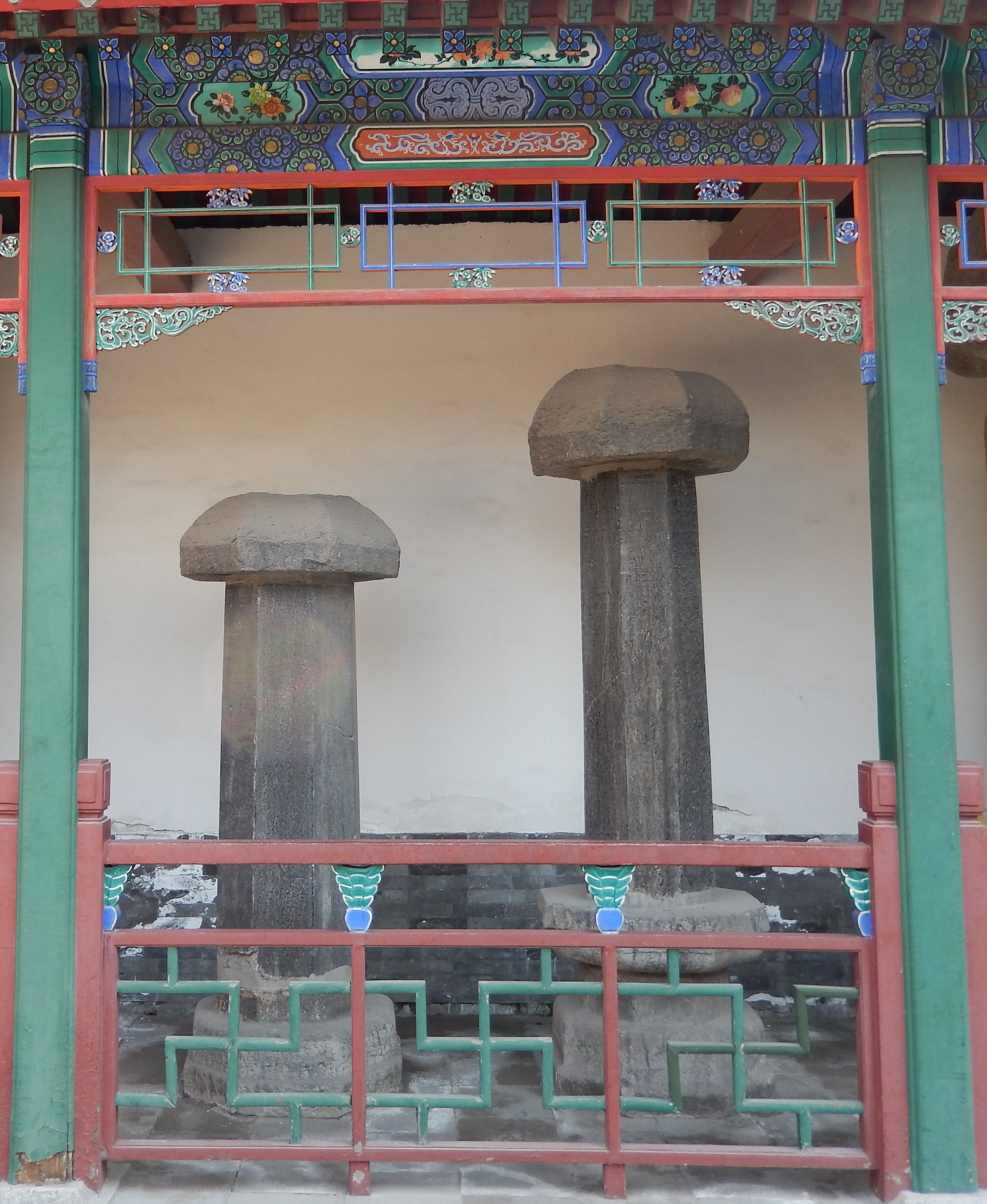
Les deux piliers dharani gravés en écriture tangoute découverts en 1962 à Baoding. Érigés en 1502. Période : Ming (1368-1644).

Un pilier dhāraṇī  est un type de pierre que l’on trouve en Chine, sur lequel est gravée une dharani. Généralement, il est érigé à l'extérieur des temples bouddhistes.
La tradition des piliers dharani , dans la Chine impériale, a duré plus de mille ans : de la période de la dynastie Tang (618-907), à celle des Ming (1368-1644).
Le pilier est ordinairement de forme octogonale. Parfois, il est composé de plusieurs parties superposées, évoquant ainsi la forme  d’une pagode.
Les textes gravés sont supposés posséder des vertus magiques.
Encore de nos jours, dans les pays de langue chinoise, notamment  à Taïwan, d’anciens textes bouddhiques sont gravés non plus sur des piliers, comme jadis, mais sur des stèles.

## Histoire
Un pilier dhāraṇī  (chinois : 陀羅尼幢 ; pinyin : tuóluóní chuáng) est un type de pierre , que l’on trouve en Chine, sur lequel est gravée une dharani (la partie hymne de certains sutras), ou des incantations. Il est érigé à l'extérieur des temples bouddhistes, plus rarement à l’intérieur.
Les piliers dharani les plus anciens remontent au IXe siècle, vers le milieu de la période de la dynastie Tang (618-907). L’une des premières mentions  qui en ont été faites, est due à un des patriarches de l’école Tendai, le moine japonais Ennin qui a voyagé en Chine de 838 à 847.
Qian Liu (en) (852-932), fondateur du royaume Wuyue (907-978), au début de la période des Cinq Dynasties et des Dix Royaumes, est connu pour avoir fait ériger plusieurs plusieurs piliers dharani durant son règne, comme actes de dévotion :
- un au temple de  Zhāoxián (招賢寺) en 911;
- deux au temple Dàqián (大錢寺) en 911 ;
- un à l'ermitage de Tiānzhú rìguān (天竺日觀庵) en 913 ;
- deux au Temple Hǎi huì (海會寺) en 924..
Les piliers Dharani ont continué à être érigés jusqu’à la période de la dynastie Ming (1368-1644).

## Description

### Forme
Généralement, le pilier dharani est formé de trois éléments principaux : le socle ou base,  le fût de forme  octogonale, surmonté ou non d’un chapiteau .
Il peut former un ensemble plus élaboré, composé de plusieurs tambours de colonne  et de chapiteaux superposés, évoquant alors une pagode en  miniature .
Dans la Chine du nord des Tang et des Song (960-1279), le style sculptural  était sobre, sans décors pour accompagner le texte.
À l’inverse, dans l'extrême sud de l’empire , au sein des royaumes vassaux non chinois, comme : les royaumes de Nanzhao (737-902) et de  Dalí (937-1253), dans la province actuelle du Yunnan , les piliers dharani  étaient ornés de sculptures en relief  représentant des  motifs bouddhiques ou des dragons.

### Inscriptions
Les inscriptions lapidaires des dharanis sont  écrites en sinogrammes.  Ce sont des traductions ou des translittérations de textes bouddhiques  à partir du sanskrit siddham.
Le terme dharani sert à désigner soit une technique mnémotechnique visant  à mémoriser de longs textes, soit une gāthā, soit, enfin, la partie hymne ou incantation de certains sutras, qui doit être récitée ou chantée plusieurs fois selon le rituel bouddhique. C’est de cette dernière dont il s’agit dans le cadre des piliers. Comme le mantra, elle est censée posséder un pouvoir magique.
De nombreuses dharanis  ont ainsi été gravées sur des piliers, comme:
- Dharani de la Grande Compassion, la Nilakantha Dharani  (chinois: 大悲咒 Dàbēi zhòu) ;
- Dharani Protectrice du Pays et du Roi (chinois : 守護國界主陀羅尼經 ) ;
- Dharani  du Bouddha couronné Victorieux (chinois : 佛頂尊勝陀羅尼經 ).

#### Inscriptions en tangoute
Le tangoute est une ancienne langue  tibéto-birmane parlée jusqu’au XVe siècle, notamment durant la période du royaume des Xia occidentaux (1032-1227), qui était situé au Nord-est de la Chine, dans l’actuelle province du Hebei.
Deux piliers dharani Tangoutes (Tangut dharani pillars (en)) datant de la période Ming, ont été découverts en 1962, dans un village nommé Hanzhuang, au nord de Baoding. Selon l’inscription, ils ont été érigés en 1502.
Ils sont de style sobre, sans décors sculptés. Ils sont surmontés de chapeaux qui leur donnent l’apparence de champignons (voir illustration ci-contre).
À cette époque, dans ce village, il y avait un temple bouddhiste avec une pagode blanche en forme de stupa de style tibétain, près de laquelle les deux piliers ont été retrouvés. On peut y lire des inscriptions gravées en tangoute , dont le titre est : Dharani du Bouddha couronné Victorieux.
Le nom du temple écrit, en tangoute  et en chinois,  est Temple de la Bonté (chinois : 善良的寺). Il date de la période Yuan (1271-1338).
La présence d’une pagode de style tibétain au Nord-Est du pays, s’explique par le fait que les Tangoutes, peuple non chinois, étaient probablement d’origine tibétaine, comme le suggèrent les noms des moines. Il  est probable qu’il s’agissait d’une lamaserie,.

## Postérité

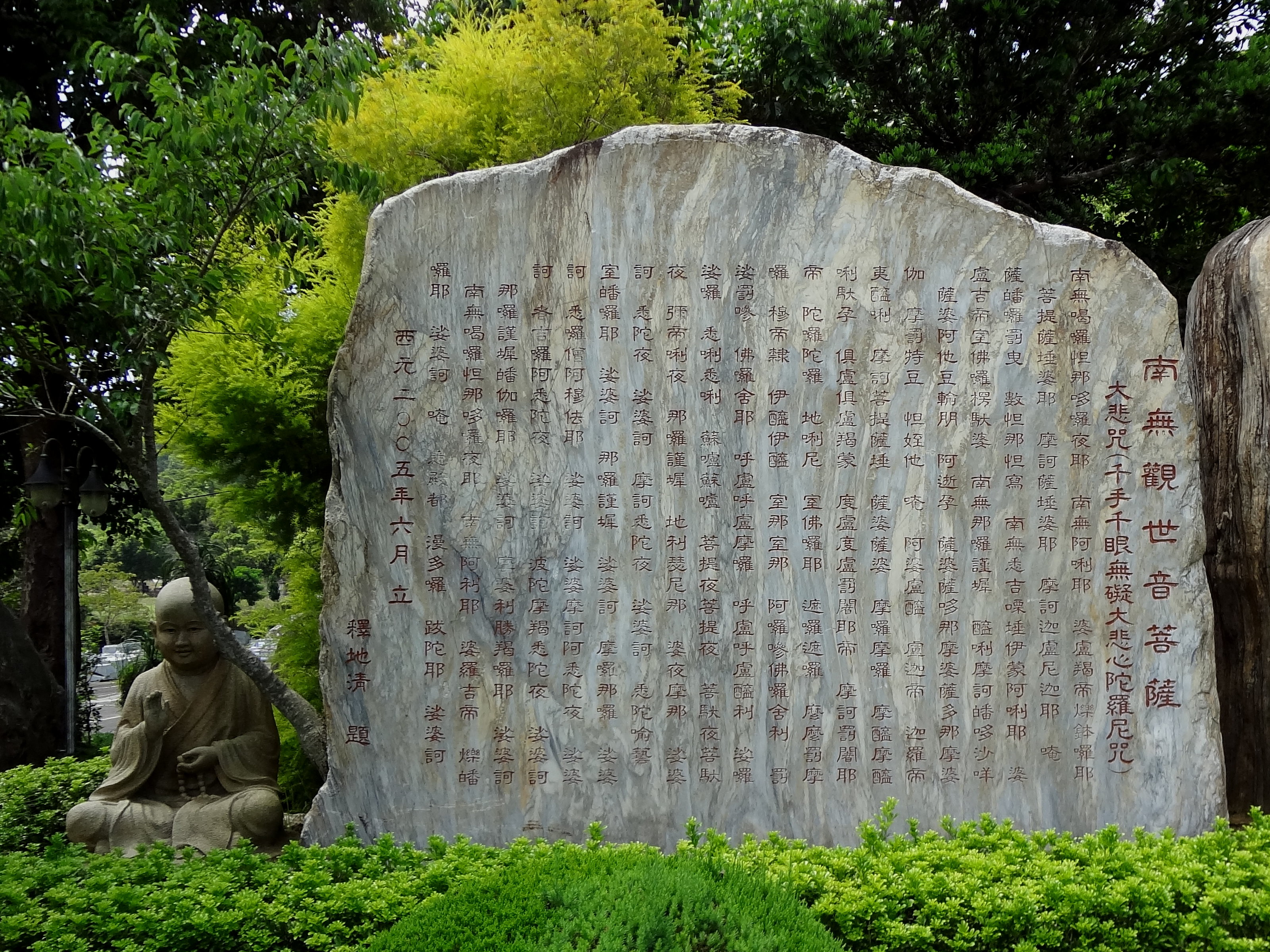
La Nīlakaṇṭha Dhāraṇī gravée sur une stèle. Pagode Fo Ding Shan Chao Sheng, canton de Sanyi ,Taïwan. Érigée en juin 2005.

Par postérité, il faut entendre la période postérieure  à celle de la dynastie Ming  qui s’est achevée en 1644.
Depuis, la tradition de graver des dharanis  dans la pierre s’est maintenue jusqu’à nos jours.
À titre d’exemple, l’on peut citer la Dharani de la Grande Compassion, la Nilakantha Dharani  (chinois: 大悲咒 Dàbēi zhòu), un des hymnes les plus populaires du bouddhisme mahāyāna, le seul à être récité dans les monastères de langue chinoise, en Corée,  au Japon et au Viêt Nam, qui a été gravée non pas sur un pilier octogonal, mais sur un bloc de pierre de forme rectangulaire, arrondi en son sommet.
L’inscription est de couleur rouge, écrite sur un seul côté, sans autre motif décoratif. À gauche de la stèle, il y a une sculpture représentant  un  jeune moine assis en position du lotus. Il a un chapelet bouddhiste, le mâlâ, dans la main gauche, et fait l’abhaya-mudrā, symbole de protection,  avec la droite.
La stèle a été érigée en 2005, dans le parc du temple Fo Ding Shan à Sanyi, sur l’île de Taïwan, en  Asie de l’Est (voir illustration ci-contre).